# Mark Penwill
Mark Penwill ist ein südafrikanisch-britisch-deutscher Schauspieler und Filmschaffender.

## Leben
Penwill wuchs mit Deutsch und Englisch als Muttersprachen bilingual auf. Ab 2006 studierte er Deutsch und Französisch an der University of Oxford. Dort erhielt er 2010 seinen Bachelor of Arts. Neben Französisch spricht er außerdem Afrikaans. Erste Fernsehrollen erhielt er ab 2015 in der Fernsehserie Bluestone 42. Im Folgejahr erhielt er eine Episodenrolle in der Miniserie Tutankhamun. 2017 spielte er im Fernsehfilm Aufbruch ins Ungewisse mit. In den folgenden Jahren erhielt er Episodenrollen in Deutschland 86, Vagrant QueenUlysses S. Grant: Vom Kriegsheld zum US-Präsidenten, FDR und Warrior. 2023 spielte er eine der Hauptrollen als Richard Palmer in der Kurzfilmproduktion What Would Maggie Do?. Außerdem fungierte er als Regisseur. Am 14. Oktober 2023 wurde der Film auf dem Filmapalooza gezeigt. 2024 verkörperte er im Spielfilm The Fix die Rolle des Dr. Copley. Im Januar 2025 wurde bekannt, dass er die Rolle einer der Antagonisten Chess in der zweiten Staffel der US-amerikanisch-japanischen Fernsehserie One Piece spielen wird.

## Filmografie (Auswahl)

### Schauspiel
- 2015: Bluestone 42 (Fernsehserie, Episode 3x01)
- 2016: Tutankhamun (Miniserie, Episode 1x02)
- 2017: Aufbruch ins Ungewisse (Fernsehfilm)
- 2018: Deutschland 86 (Miniserie, Episode 1x06)
- 2020: Vagrant Queen (Fernsehserie, Episode 1x01)
- 2020: Ulysses S. Grant: Vom Kriegsheld zum US-Präsidenten (Grant, Miniserie, Episode 1x01)
- 2022: One in the Oven (Kurzfilm)
- 2023: The Date (Kurzfilm)
- 2023: FDR (Fernsehserie, Episode 1x01)
- 2023: Warrior (Fernsehserie, Episode 3x08)
- 2023: What Would Maggie Do? (Kurzfilm)
- 2024: Catch Me A Killer (Miniserie, Episode 1x05)
- 2024: Marie (Kurzfilm)
- 2024: The Fix

### Regie
- 2023: What Would Maggie Do? (Kurzfilm; Regie)
- 2024: Marie (Kurzfilm; Drehbuch und Regie)